# Emirates Office Tower
Emirates Office Tower és un gratacel gegantí de la ciutat de Dubai, a la Unió dels Emirats Àrabs, de 354,6 metres d'altura. Juntament amb la Jumeirah Emirates Towers Hotel forma les Torres dels Emirats. És la torre més alta del país, seguida de Burj al-Arab, de 321 metres, a la qual li va llevar el lloc de gratacel més alt dels Emirats Àrabs el 2000. Aviat deixarà de ser la torre més alta del país passant a ésser el 2010 la vuitena, donat el gran boom de gratacels que s'estan construint en aquesta ciutat.
De 1999 a 2000, la torre més alta del país era Burj al-Arab. Té 54 pisos i amida 354.6 metres d'altura.